# Mana Endō
Mana Endō (jap. 遠藤愛 Endō Mana; ur. 6 lutego 1971 w Hiroszimie) – japońska tenisistka, reprezentantka w Pucharze Federacji.
Praworęczna Japonka oficjalnie jako tenisistka zawodowa występowała w latach 1991-1998, ale już w 1989 wygrała pierwszą imprezę pod patronatem Międzynarodowej Federacji Tenisowej (ITF Women's Circuit) w Matsuyama. W pierwszych latach kariery występy turniejowe łączyła z nauką na uniwersytecie Tsukuba. W 1994 odniosła swoje jedyne turniejowe zwycięstwo w cyklu WTA Tour - w Hobart, gdzie pokonała w finale Australijkę Rachel McQuillan. W tymże roku zanotowała także swój najlepszy rezultat w turnieju wielkoszlemowym - doszła do IV rundy (1/8 finału) US Open, pokonując po drodze rozstawioną z numerem szóstym Amerykankę Lindsay Davenport. W tej samej edycji mistrzostw USA do 1/8 finału awansowała również Kimiko Date – po raz pierwszy w historii turnieju zdarzyło się, by rundę tę osiągnęły dwie Japonki. Ponadto Endō była w 1994 w III rundzie Wimbledonu. Wszystkie te wyniki (także półfinał w Osace i ćwierćfinał w Tokio Nichirei, gdzie pokonała Date, wówczas światową "siódemkę") dały jej najwyższą pozycję rankingową - nr 26 we wrześniu 1994.
W 1996 była w III rundzie Australian Open, ponownie pokonując Kimiko Date. Na turnieju w Hobart doszła w tymże roku po raz drugi do finału (w ćwierćfinale pokonując wyżej notowaną rodaczkę Sugiyamę), ale tym razem przegrała decydujący mecz z Francuzką Julie Halard. Łącznie zaliczyła - oprócz zwycięstwa i finału w Hobart - trzy półfinały turniejowe oraz pięć ćwierćfinałów w cyklu WTA Tour oraz cztery wygrane turnieje ITF Women's Circuit, a w 1/16 finału turniejów wielkoszlemowych była również na French Open i Wimbledonie w 1992. W pierwszej setce rankingu światowego figurowała w latach 1992-1997. Zarobiła na kortach ponad 460 tysięcy dolarów. Oprócz bardziej znanych rodaczek Dato i Sugiyamy oraz Amerykanki Davenport udało się jej także pokonać m.in. Pam Shriver.
W grze podwójnej osiągnięcia Endō są skromniejsze - zaliczyła jeden półfinał turniejowy WTA Tour, w Osace w 1994 (w parze z Naoko Sawamatsu). W styczniu 1998 zajmowała 98. miejsce w rankingu światowym deblistek. W latach 1992–1995 Mana Endō występowała w reprezentacji narodowej w Pucharze Federacji, zarówno w grze pojedynczej, jak i podwójnej (jako partnerka Nany Miyagi i Mayi Kidowaki). Bilans jej występów to cztery zwycięstwa i pięć porażek, pokonała m.in. Indonezyjkę Romanę Tedjakusumę, przegrała natomiast m.in. z Niemkami Anke Huber i Sabine Hack.